# Monika Sroga
Monika Sroga (ur. 26 stycznia 1981) – polska siatkarka, grająca na pozycji libero w Eliteskach AZS UE Kraków.

## Kluby
| Klub                            | Lata gry    |
| ------------------------------- | ----------- |
| Wisła Kraków                    | wychowanka  |
| Muszynianka Muszyna             | 2008 - 2009 |
| Armatura Eliteski AZS UE Kraków | 2009 - 2011 |
| Eliteski AZS UE Kraków          | 2012 - 2013 |

## Osiągnięcia

### Klubowe
- 2009 -  Mistrzostwo Polski
- 2009 -  2. miejsce w Pucharze Polski